# 覚醒ヒロイズム 〜THE HERO WITHOUT A "NAME"〜
「覚醒ヒロイズム 〜THE HERO WITHOUT A "NAME"〜」（かくせいヒロイズム・ザ ヒーロー ウィザウト ア ネーム）は、2007年8月にリリースされたアンティック-珈琲店-の通算12枚目のシングルである。発売元はRed Cafe。

## 解説
- MBS・TBS系アニメ『DARKER THAN BLACK -黒の契約者-』オープニングテーマ。
- 新メンバーの加わった新生アンティック-珈琲店-最初のシングル。
- アンティック-珈琲店-のシングルでは最大のセールスを記録。

## 収録曲
1. 覚醒ヒロイズム(4分19秒)
  - 作詞:みく／作曲:輝喜
2. リスペクトマミー～人の役　立てればいい 自分の得意なことで～(5分4秒)
  - 作詞:みく／作曲:カノン
3. オレンジドリーム～BondS LIVEver.～
  - 作詞:みく／作曲:輝喜